# Martijn Meerdink
Martijn Meerdink (n. Winterswijk, 15 de septiembre de 1976) es un exfutbolista neerlandés que jugaba en la demarcación de extremo.

## Selección nacional
Jugó un partido con la selección de fútbol de los Países Bajos, celebrado el 1 de marzo de 2006 y en calidad de amistoso contra Ecuador. El encuentro finalizó con un resultado de 1-0 a favor del combinado neerlandés tras un gol de Dirk Kuijt en el minuto 48 en el Amsterdam Arena.

## Clubes
| Club          | País         | Año         | Partidos | Goles |
| ------------- | ------------ | ----------- | -------- | ----- |
| De Graafschap | Países Bajos | 1998 - 2002 | 91       | 21    |
| AZ Alkmaar    | Países Bajos | 2002 - 2007 | 121      | 23    |
| FC Groningen  | Países Bajos | 2007 - 2009 | 56       | 2     |
| De Graafschap | Países Bajos | 2009 - 2010 | 6        | 1     |